# هاريسون كير
هاريسون كير (بالإنجليزية: Harrison Kerr)‏ هو ملحن أمريكي، ولد في 13 أكتوبر 1897، وتوفي في 1978.